# Terpsichore
För andra betydelser, se Terpsichore (olika betydelser).

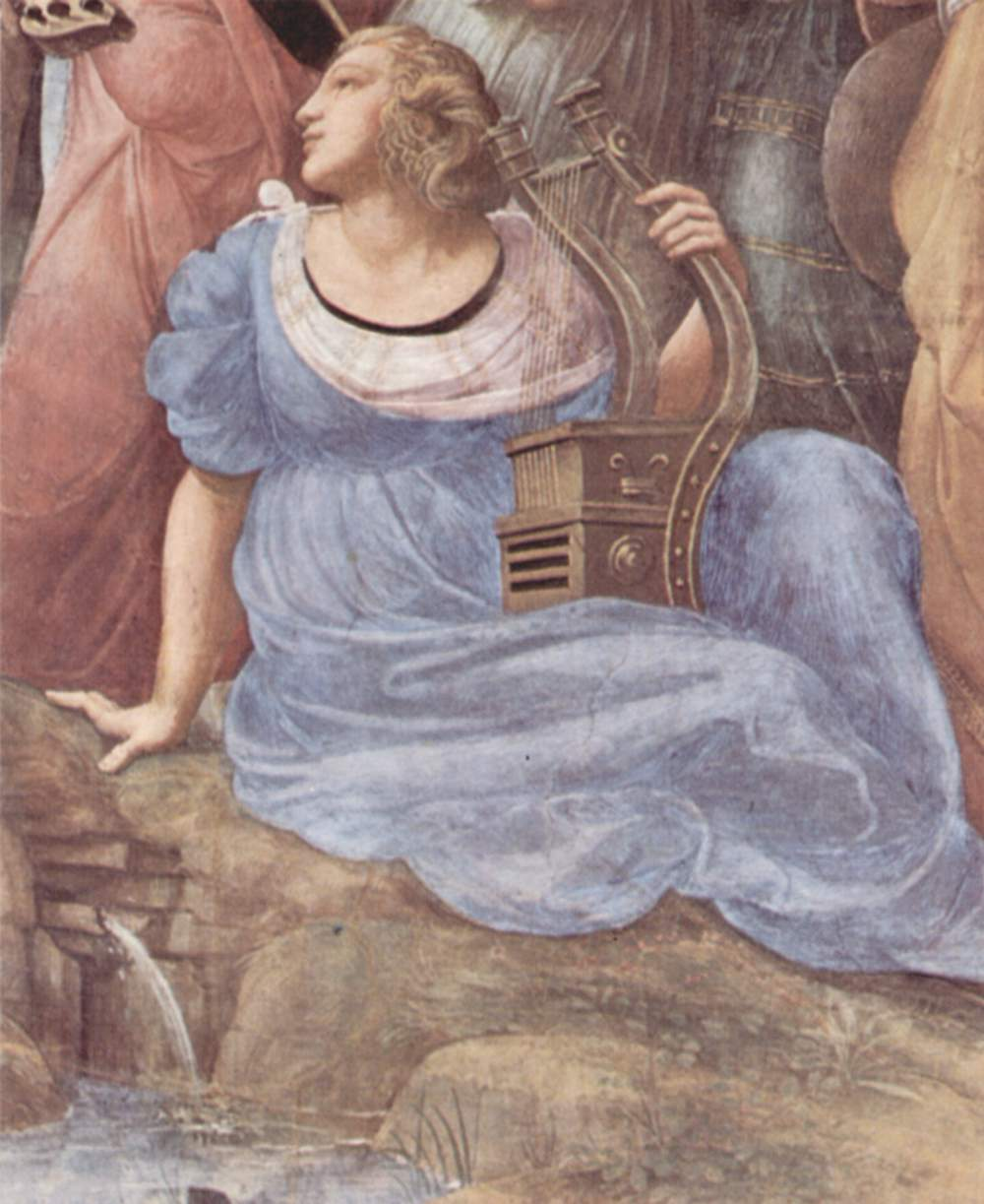
Terpsichore. Detalj av större fresk av Rafael.

Terpsichore, latinsk och svensk betoning på "-si-", grekiska Τερψιχόρη, var en av muserna i den grekiska mytologin. Hon var kitharans, den lyriska diktkonstens och dansens musa.

## I populärkulturen
Terpsichore dyker upp i filmen Xanadu där hon kallar sig för Kira för att dölja sin rätta identitet. 